# 제동목장
제동목장은 제주특별자치도 서귀포시 표선면 가시리에 있는 목장이다. 한진그룹 계열사 한국공항이 운영하고 있으며, 정석 비행장과 연접하고 있다. 연면적 1,141만m2 규모의 목지에서 한우를 방목하고 있다. 2011년 12월 19일 농림수산식품부로부터 환경친화 축산농장으로 지정되었다.

## 연혁
제동목장은 조선 후기에 설치되었던 산마장(山馬場) 중 녹산장(鹿山場) 터를 개척하여 만든 것이다. 유휴 국토를 개간하여 활용하고, 육우를 증식, 개량하며, 자급사료의 생산과 축산 발전에 기여하기 위해 1972년 3월에 만들어졌다.

## 같이 보기
- 정석 비행장